# Tháng năm
Tháng 5 là tháng có 31 ngày.

## Những sự kiện trong tháng 5
- 1 tháng 5 - Ngày Quốc tế Lao động.
- 3 tháng 5 - Ngày Tự do Báo chí Thế giới (World Press Freedom Day) theo Liên Hợp Quốc.
- 7 tháng 5 - Chiến thắng Điện Biên Phủ 1954
- 7 tháng 5 - Đức Quốc Xã chính thức đầu hàng Khối Đồng Minh tại Mặt trận phía Tây
- 9 tháng 5 - Ngày chiến thắng Phát xít Đức.
- Ngày 12 tháng 5 - Ngày Điều dưỡng Thế giới
- 19 tháng 5 - Ngày sinh Chủ tịch Hồ Chí Minh.
- 29 tháng 5 - Ngày Quốc tế Gìn giữ Hòa bình Liên Hợp Quốc (International Day of United Nations Peacekeepers).
- 31 tháng 5 - Ngày Quốc tế không Thuốc lá.